# Mitterfels

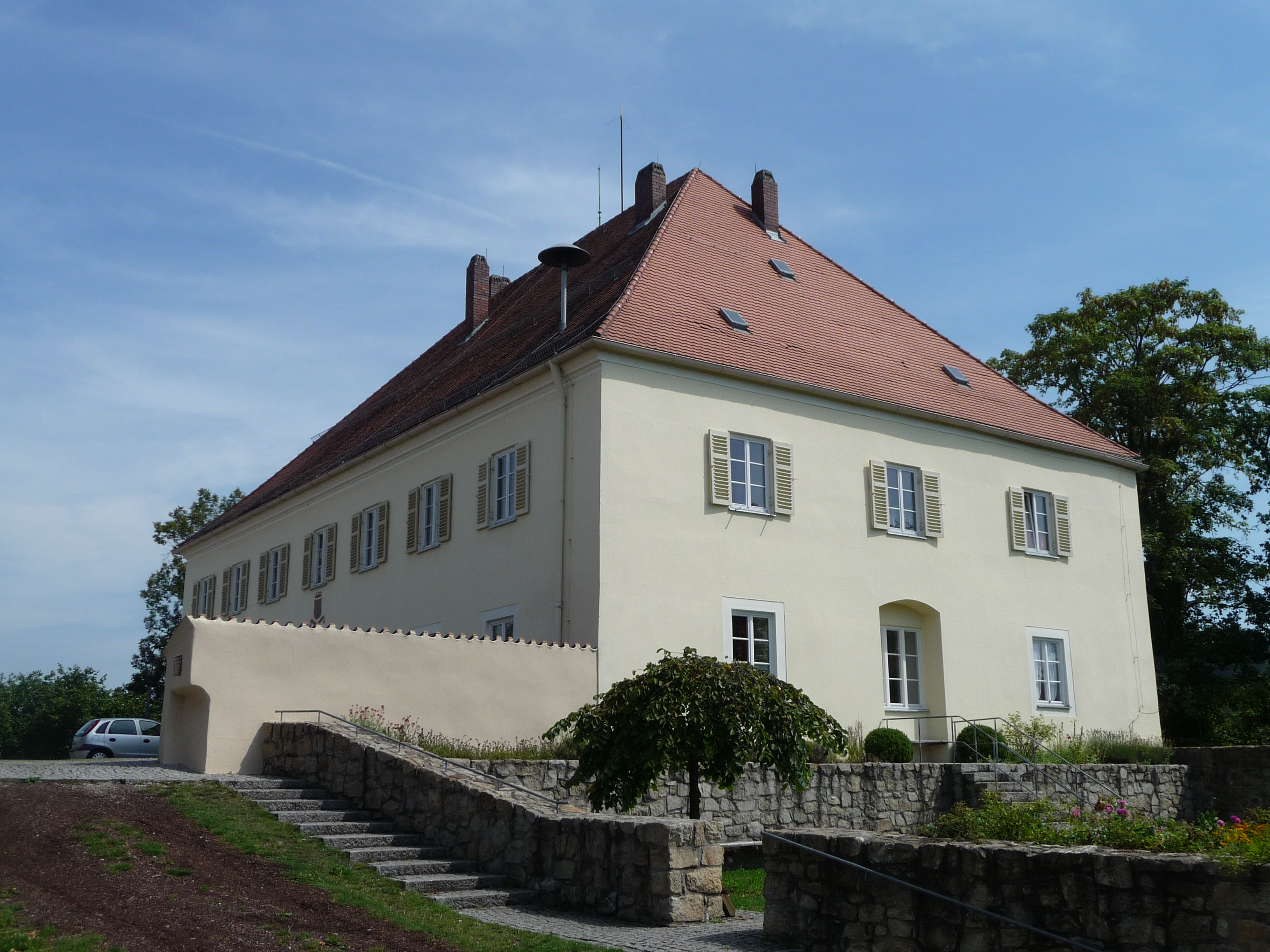
Mitterfels

Mitterfels este o comună-târg din districtul Straubing-Bogen, regiunea administrativă Bavaria Inferioară, landul Bavaria, Germania.